# 2014년 루뎬현 지진
2014년 루뎬현 지진(2014年鲁甸地震)은 2014년 8월 3일 17시 30분경 중국 윈난성 자오퉁 시 루뎬 현에서 일어난 지진이다.이 지진으로 200명 이상이 사망했다.

## 같이 보기
- 중국의 지진 목록